# Gaston (personaggio)
Gaston è un personaggio immaginario e il principale antagonista del film d'animazione Disney La bella e la bestia (1991). Doppiato dall'attore e cantante americano Richard White, Gaston è un cacciatore arrogante e spietato le cui attenzioni non ricambiate per l'intellettuale Belle lo spingono ad uccidere il suo rivale, la Bestia, una volta che si rende conto che lei invece prova qualcosa per lui. Gaston non è veramente innamorato di Belle, vuole solo averla come moglie trofeo, quindi un altro "trofeo di caccia" da esporre pubblicamente in segno di conquista, e come uomo più bello del paese deve avere di conseguenza in moglie la ragazza più bella del paese. Gaston funge da personalità contraria per la Bestia, che una volta era vanitoso come Gaston prima della sua trasformazione, sebbene non fosse brutale fino ai suoi livelli. È un personaggio incapace di accettare un "no" come risposta e il cui fine giustifica i mezzi, facendo emergere così il suo lato oscuro, meschino, calcolatore e manipolatore, nonostante l'apparenza iniziale.
Gaston è un personaggio originale della Disney, poiché non è presente nella fiaba La bella e la bestia di Jeanne-Marie Leprince de Beaumont su cui è basato il film del 1991. Immaginato dalla sceneggiatrice Linda Woolverton, che ha basato il personaggio sugli ex fidanzati con cui è uscita in passato, Gaston è stato sviluppato appositamente per l'adattamento Disney perché lo studio ha ritenuto che il film potesse trarre vantaggio da un forte cattivo, che invece manca nella fiaba originale. Poiché il personaggio si evolve da un aristocratico non minaccioso trasformandosi in un uomo arrogante che cerca incessantemente la mano di Belle in matrimonio, Gaston alla fine ha sostituito un parente di Belle che i realizzatori avevano originariamente creato per fungere da cattivo del film.
In diretto contrasto con il suo rivale, la Bestia, Gaston è raffigurato come un uomo fisicamente bello con una personalità poco attraente, che incarna l'ipermascolinità sia fisicamente che emotivamente. Sia la Disney che il supervisore all'animazione Andreas Deja inizialmente hanno lottato contro l'idea di animare un bel cattivo, cosa che lo studio non aveva mai tentato prima. Deja alla fine ha basato l'aspetto di Gaston su quello di begli attori di soap opera per creare una versione grottesca del Principe Azzurro, mentre alcuni dei modi operistici di Richard White sono stati incorporati nel personaggio.
Gaston è stato generalmente ben accolto dai critici cinematografici, che hanno notato che la sua mancanza di poteri magici o influenza politica rende più facile per il pubblico identificare qualcuno come lui nella vita reale. Tuttavia, alcuni critici hanno affermato che era un personaggio meno memorabile rispetto ai precedenti cattivi Disney. È considerato uno dei cattivi più famosi della Disney e viene spesso inserito nelle prime top ten delle classifiche dei Cattivi Disney pubblicate da diversi organi di pubblicazione.

## Biografia del personaggio

### La bella e la bestia(1991)
Nel film Gaston è attratto da Belle ed è fermamente deciso a sposarla, poiché ella è considerata da tutti la ragazza più bella del paese, e quindi la donna giusta per lui. In realtà Belle cerca sempre di evitare le sue avances, considerandolo (non a torto) odioso e superficiale, e lo respinge più volte, arrivando anche ad umiliarlo davanti a tutti i paesani dopo un suo gesto particolarmente molesto: lui piomba difatti a casa sua con l'intenzione di sposarla, addirittura dopo aver imbastito tutti i preparativi per lo sposalizio e cercando infine di baciarla. Belle lo fa quindi appoggiare alla porta di casa, per poi aprirla a sorpresa e facendolo cadere nel fango, mandando a monte la cerimonia e mettendolo in ridicolo.
Arrabbiato per l'umiliazione subita, Gaston giura che, in un modo o nell'altro, riuscirà ad avere la ragazza. Dopo che Belle viene fatta prigioniera dalla Bestia in cambio della liberazione di suo padre, Gaston, dopo aver ascoltato le richieste di aiuto di Maurice di liberare la figlia, e convinto che l'anziano uomo sia solo un povero pazzo, decide di ricattare Belle, minacciandola di far rinchiudere suo padre nell'"Asylum de Loons", il manicomio locale gestito dall'infido Monsieur D'Arque, se lei non lo sposerà. Il suo piano andrà storto quando Belle dimostrerà che la Bestia esiste davvero e non è malvagia, ma buona e gentile. Gaston realizza dunque che Belle possa effettivamente provare qualcosa per la creatura che lui etichetta come mostro, ma Belle gli dice che la bestia non è un mostro, al contrario di lui. Gaston, a quel punto, in preda alla gelosia convince i paesani che la Bestia è pericolosa per l'incolumità della gente del villaggio e, dopo aver rinchiuso Belle e Maurice nella loro cantina, guida la folla alla volta del castello, per trovare la Bestia e ucciderla. Così, mentre i paesani combattono contro la servitù del castello, Gaston si separa dai compagni per cercare la Bestia e ucciderla personalmente. Al castello, la Bestia è totalmente devastata dalla partenza di Belle e rifiuta qualsiasi confronto, eppure Gaston non esita ad attaccarla selvaggiamente scagliandole una freccia nella schiena, umiliandola verbalmente e tentando di darle il colpo di grazia usando per arma un doccione. Fortunatamente, Belle arriva al castello in tempo per spronare la Bestia a difendersi. Nonostante la superiorità fisica della Bestia, Gaston non si arrende e in uno scatto di prepotenza si avventa sul suo avversario che lo afferra prima di sospenderlo sopra il vuoto. Perde immediatamente ogni fiducia e implora la Bestia di risparmiarlo. Anche se la Bestia ha scelto di lasciarlo vivere, Gaston approfitterà del ricongiungimento con Belle per pugnalare la Bestia alle spalle, nel momento in cui questa si ricongiunge con l'amata Belle, felice di averla ritrovata. La sua malvagità verrà presto punita: dopo aver colpito il suo avversario, perde l'equilibrio e troverà la sua fine precipitando nel burrone sottostante al castello.

### La bella e la bestia(2017)
Gaston è interpretato dall'attore gallese Luke Evans nell'omonimo remake live-action (2017) di Bill Condon. Questa nuova versione è molto fedele all'originale eccezione fatta che è meno muscoloso e meno alto, sebbene dotato di grande forza fisica, eccezionale per la sua statura tutto sommato nella media. Durante un'intervista con la rivista Empire, Evans ha detto che Gaston avrebbe mantenuto il suo background di cacciatore, ma sarebbe anche stato un ex soldato dell'esercito francese. Ha anche aggiunto che questa versione di Gaston è più oscura dell'originale (ad esempio, prima di tentare di far rinchiudere Maurice, Gaston tenta di darlo in pasto ai lupi della foresta legandolo ad un albero). Annoiato dalla sua vita pacifica dopo il ritorno dalla guerra, Gaston insegue Belle, determinato a sposarla, poiché è la ragazza più bella del villaggio e l'unica abbastanza buona per lui. Trova anche che la sua indipendenza sia una sfida elettrizzante e mostra evidente disgusto per Le Tont che lo adulano costantemente solo a causa del suo aspetto.

## Caratterizzazione
Gaston non è un personaggio della fiaba originale, tuttavia la sua presenza e il suo sviluppo durante il film Disney aiutano a mettere in luce la morale della trama.
All'inizio, Gaston sembra più un personaggio comico che un vero antagonista. Macho ed egocentrico, appare come un damerino popolare con una mentalità ristretta. Tuttavia, il personaggio si evolve gradualmente e diventa più subdolo e crudele, dimostrandosi in grado di usare la sua notorietà e i suoi rapporti a suo vantaggio.
Gaston è un cacciatore e proprietario della taverna del villaggio dove vive Belle. 
Si presenta come un uomo di bell'aspetto, molto alto ed estremamente muscoloso, con un mento doppio squadrato da una fossetta, occhi blu e lunghi capelli neri legati con una fascia cremisi in una coda di cavallo. È molto più forte di un uomo normale essendo capace di sollevare tre donne sedute su una panca con un solo braccio e Le Tont lo definisce "il più grande cacciatore del regno", tanto che la sua taverna è tappezzata dei suoi trofei, tra cui un tappeto di pelle d'orso e una poltrona fatta esclusivamente con pelli e corna di animali cacciati da lui. Essendo un cacciatore, la sua arma è un archibugio, che però non userà contro la Bestia, optando, invece, per un arco con una faretra di frecce, senza dubbio per mostrare coraggio ai suoi compagni. Comunque, troppo sicuro di sé, si sbarazzerà anche del suo arco e, per la maggioranza del suo scontro contro la Bestia, terrà solo un pugnale e un doccione come mazza improvvisata.
Gaston è raffigurato come un individuo molto narcisista, egoista e superficiale, motivato da un'estrema gelosia. La sua superficialità lo porta a presumere in base solo sull'aspetto fisico. È anche impulsivo e arrogante, come dimostra quando organizza il suo matrimonio prima ancora di proporre a Belle di diventare sua moglie, non prendendo nemmeno in considerazione l'idea che lei potesse non essere innamorata di lui. Se fosse riuscito a convincerla a sposarlo, inoltre, l'avrebbe trattata come una sua proprietà e non come una sua pari. Il suo essere sessista è dimostrato anche dal fatto che sembri non considerare la possibilità di avere figlie femmine con Belle, affermando con decisione di volere sei o sette figli maschi. Sembra essere attratto da Belle in un modo ossessivo; in effetti, è così dipendente da lei che trascura tutte le altre belle donne del villaggio che sarebbero felici di sposarlo, anche (ironia della sorte) quelle che, tecnicamente, corrispondono allo standard di Gaston su come si dovrebbero comportare le donne. I suoi tentativi di affascinare Belle cadono costantemente a causa del suo comportamento sciovinista. Dato che si considera superiore a tutti coloro che lo circondano, Gaston si mostra anche maleducato, ignorante, presuntuoso e convinto di essere abbastanza potente da sconfiggere la Bestia da solo. Da vero bullo, tortura e schernisce la Bestia, cercando di ottenere una sua reazione, perché vuole dimostrare che può ucciderlo in un combattimento leale. Tuttavia, la sua arroganza gli fa sottovalutare il suo avversario fino a quando non si rende conto che la sua vita è in pericolo. Proprio quando la Bestia è sul punto di ucciderlo, Gaston mostra la sua parte codarda, arrivando a supplicare il mostro di risparmiarlo, salvo poi colpirlo alle spalle quando quest'ultimo lo salva effettivamente. 
Gaston intimidisce e minaccia chiunque si opponga alle sue idee, e partecipa attivamente a riunioni sociali maschili attraverso le quali può esercitare il suo status di "maschio alfa". Gaston sembra orgoglioso di essere il più grande in ogni compito che tenta. Corteggia regolarmente Belle, con grande dispiacere di quest'ultima che lo trova maleducato e vanitoso. Non è il tipo che si arrende ai suoi obiettivi; non importa quanto Belle gli sfugga o quanto sia dura l'umiliazione che riceve, essendo determinato a farne sua moglie. La sua tenacia è tale che farà di tutto e affonderà così in basso per assicurarsi di vincere. Anche quando la Bestia lo surclassa, Gaston non tollera di perdere Belle a causa di questo "mostro" (dal suo punto di vista superficiale). Questa spinta lo renderà cieco ai pericoli di arrampicarsi su un balcone, che si affaccia su un profondo abisso, facendolo cadere fino alla morte.
Nonostante le sue evidenti qualità negative, Gaston è molto popolare tra i suoi compaesani e ha molto successo con le donne, in particolare Les Bimbettes, che lo considerano lo scapolo più idoneo del villaggio. Malgrado la sua convinzione che pensare sia pericoloso (suggerendo di essere anti-intellettuale), Gaston può essere astuto, calcolatore e manipolatore, cosa che viene enfatizzata due volte nella storia: la prima quando escogita un piano per ricattare Belle a sposarlo minacciando di incarcerare suo padre Maurice in un manicomio se lei avesse rifiutato. Quando quel piano viene sventato da Belle che mostra la Bestia con uno specchio magico, Gaston improvvisa semplicemente e cambia rapidamente le carte in tavola manipolando gli abitanti del villaggio per formare una folla per uccidere la Bestia, eliminando così la sua concorrenza e dimostrando che non disdegna tattiche subdole.

### Competenze e abilità
Gaston ha dimostrato di possedere un'enorme forza fisica, dimostrata dal fatto che ha sollevato con una mano e senza apparente sforzo una panchina con tre ragazze (Les Bimbettes) sedute sopra. Successivamente scaraventa la Bestia (decisamente più grande di lui ma inizialmente contraria a difendersi) fuori dalla stanza e spezza senza sforzo un doccione di pietra dal castello per usarlo come mazza di fortuna durante la battaglia.
È un esperto tiratore, in grado di sparare con grande precisione, notato da Le Tont proclamando che non ha sbagliato un colpo. Inoltre, ha dimostrato di essere abile con l'arco durante lo scontro con la Bestia. Gaston ha esperienza nella caccia (gli animali morti, presenti alla locanda, sono tutti suoi trofei). È anche dimostrato di essere abile negli attacchi furtivi: viene confermato quando riesce a pugnalare la Bestia alle spalle mentre quest'ultimo è distratto dalla gioia del ritorno di Belle, anche se ha dovuto arrampicarsi per raggiungerlo.
Nonostante sembri uno stupido, viene mostrato di essere un cospiratore in qualche modo abile, avendo avuto l'idea del ricatto. Inoltre, ha anche abbastanza capacità di osservazione per presumere che Belle avrebbe potuto provare sentimenti per la Bestia solo da alcuni indizi sottili nel film. Questo dimostra che nonostante la sua ignoranza e il suo anti-intellettualismo, si rivela decisamente più furbo di quanto inizialmente lasciava intendere.
È anche molto bravo a manipolare; dopo aver scoperto che Belle era innamorata della Bestia, ha usato l'ignoranza e i pregiudizi degli abitanti del villaggio (così come la sua stessa popolarità e il suo carisma) per convincerli e radunarli alla volta del castello e l'uccisione della creatura. Gaston è bravo anche a cantare, come mostrato in alcune occasioni e nella canzone a lui dedicata.

### Abbigliamento e arsenale
Nel cartone Gaston indossa una maglietta rossa col colletto giallo apribile sul davanti (una sorta di polo), dei calzoni neri attillati, dei guanti gialli, una cintura marrone con la fibbia gialla, degli stivali marroni e un mantello blu (presente nelle sue ultime scene). Nella scena in cui chiede a Belle di sposarlo, Gaston veste un completo vagamente simile a quello che si vede nell'adattamento live-action del 2017. Quando va a caccia Gaston dispone di una faretra colma di frecce, un arco, un archibugio e un pugnale.
Nel film, invece, porta una giacca rossa con bottoni gialli, un panciotto giallo (rosso con ricami gialli nella scena della locanda), una camicia bianca, una cintura nera, dei calzoni marroni e degli stivali neri. Indossa occasionalmente un tricorno nero e un soprabito beige. L'arsenale di cui dispone qui è diverso: un fucile e una pistola a colpo singolo (tipici dell'epoca), una balestra (sebbene mai usata nel film) e una sciabola moderna (usata durante la sua canzone madre nella taverna).

### Uccisione della bestia e caduta fatale
Nel Classico originale Gaston pugnala la Bestia nella schiena, causandole un'emorragia fatale. Poi, sorridendo diabolicamente, abbassa la testa per evitare gli artigli del protagonista e perde l'equilibrio, cadendo dalla terrazza e precipitando nel burrone sottostante, dove trova la morte. L'impatto con l'acqua è stato sufficiente ad ucciderlo, dovuto al fatto che egli è caduto da un'altezza considerevole. Anche se indirettamente, Belle ha contribuito alla sua morte, avendo tirato la Bestia a sé, essendo essa l'unico punto di appoggio. 
Curiosamente, Richard White, il doppiatore di Gaston in originale, aveva espresso dei dubbi sull'effettiva morte del personaggio. Tuttavia, i disegnatori aggiunsero, inoltre, l'immagine di un teschio a simboleggiare come Gaston abbia letteralmente visto la Morte negli occhi e confermandone il decesso.
Come se non fosse abbastanza inquietante, nel finale previsto Gaston sopravviveva alla caduta ma finiva nel bosco gravemente ferito e con una gamba rotta. A quel punto sarebbero ricomparsi i lupi, sopravvissuti allo scontro con la Bestia, e avrebbero circondato e divorato vivo un urlante Gaston in preda al terrore. Benché questa scena sia stata scartata perché troppo horror, è servita da spunto per la morte di Scar; dopo lo scontro con Simba, egli cade dalla Rupe dei Re malconcio ma vivo, venendo circondato dalle iene che, con orrore di Scar, hanno sentito le sue bugie (Scar ha tentato di scaricare la colpa della morte di Mufasa su di loro per salvarsi da un furente Simba), e lo assalgono e divorano vivo, esattamente come i lupi avrebbero fatto con Gaston.
Nell'adattamento live-action Gaston colpisce alla schiena la Bestia con due colpi di pistola, mentre si ritrova sopra un ponte cedevole. La struttura si sbriciola e l'uomo, accortosi tardi del pericolo sotto i suoi piedi, ha quindi un attimo di terrore che lo paralizza e non riesce a salvarsi, cadendo quindi nel vuoto e morendo sfracellandosi contro il suolo in quanto, nel musical, il castello non è circondato da un fiume.

## Concezione e sviluppo
Il personaggio di Gaston è ispirato a quello di Splendore, un bellissimo giovane pretendente di Belle che è antagonista della Bestia, nel film francese La bella e la bestia del 1946 di Jean Cocteau. Il carattere, il ruolo e l'aspetto ricordano molto quelli di Brom Bones, antagonista de La leggenda della valle addormentata del film Le avventure di Ichabod e Mr. Toad (undicesimo classico Disney del 1949 antecedente di ben quarantadue anni rispetto a La bella e la bestia). Andreas Deja, autore dell'aspetto fisico del personaggio e suo animatore principale, si ispirò nell'aspetto a diversi famosi playboy e rockstars (come Steve McQueen e Mick Jagger) e perfino al celebre supereroe Superman.
Nella sceneggiatura del 1988, Gaston non faceva parte della storia. Invece, esistevano tre pretendenti per Belle che gareggiavano per la sua mano e condividevano il ruolo di antagonista con le sorelle di Belle. Alla fine venivano trasformati in animali, insieme alle sorelle di Belle, dall'Incantatrice come punizione per i loro misfatti, inclusa la quasi morte della Bestia.
Nella sceneggiatura del 1989, Gaston avrebbe dovuto essere un marchese vestito con abiti settecenteschi e con la parrucca bianca (tipica dell'epoca), affiancato da Madame Marguerite, un'anziana nobildonna sorella di Maurice che avrebbe dovuto essere la co-antagonista insieme al marchese. Quest'ultima venne scartata perché si preferì incentrare la storia sull'interesse di Gaston per Belle. Questo sviluppo è visibile nell'edizione speciale del film, in una scena tagliata che rappresenta l'inizio alternativo del film. In questo caso il personaggio di Gaston ha anche un cognome, "LeGume", in riferimento alla sua scarsa intelligenza.
Dopo che Jeffrey Katzenberg ha richiesto una riscrittura del film, la caratterizzazione di Gaston è stata modificata in modo significativo, diventando il personaggio che si vede nel film. Secondo Linda Woolverton, Gaston è basato principalmente sui suoi ex-fidanzati.
La sconfitta di Gaston e la sua morte, in origine erano molto differenti: lo scontro finale con la Bestia difatti si sarebbe dovuto svolgere nella foresta e, alla sua conclusione, Gaston sarebbe dovuto precipitare per una scarpata, in fondo alla quale lo attendevano i lupi, che lo avrebbero ucciso. La scena fu scartata perché considerata troppo macabra, venendo però riproposta in Il Re Leone (Scar, sconfitto da Simba, rotola giù da un pendio, dove viene circondato e ucciso dalle iene). Richard White, doppiatore del personaggio, in un'intervista ha dichiarato che non era sicuro che Gaston alla fine del film fosse morto, dal momento che la scena in cui muore è piuttosto ambigua (è possibile intravedere un fiume in fondo al baratro in cui Gaston precipita) e quindi si è spesso discusso sul destino reale del personaggio. In un'intervista nell'edizione DVD del 2002, gli sceneggiatori confermarono la morte del personaggio, fugando quindi ogni dubbio. Prima che Gaston nel finale precipiti dal dirupo si possono notare due teschi nei suoi occhi in più fotogrammi.

## Accoglienza
Gaston ha ricevuto recensioni generalmente favorevoli dalla critica cinematografica.
Simon Brew è stato molto ricettivo nei confronti del personaggio, scrivendo "Grazie ad un mix di umorismo, sviluppo credibile del personaggio, motivazione convincente e l'eccellente lavoro di doppiaggio di Richard White, è un antagonista assolutamente avvincente ed estremamente interessante". Owen Gleiberman ha accolto Gaston come "un personaggio meraviglioso", mentre The Daily Beast ha lodato il personaggio come "un cattivo trionfante e divertente". Drew Taylor ha ritenuto il fatto che Gaston sia "un mascalzone robusto" al contrario di una strega o di una creatura orribile contribuisce a rendere il film "un'esperienza del tutto unica".
Tuttavia, le opinioni critiche su Gaston sono state piuttosto scarse rispetto a quelle di altri cattivi Disney più acclamati, come Scar, Malefica e Jafar. Il critico Roger Ebert ha descritto Gaston come "insopportabile" in quanto "degenera... da maiale sciovinista a mostro sadico", ma allo stesso tempo ha citato White tra il "cast dotato" del film.
Gaston è considerato uno dei cattivi "classici" della Disney, nonché uno dei più famosi dello studio. MTV ha incoronato Gaston "il cattivo più cattivo della Disney", mentre Thomas S. Hischak lo ha soprannominato "uno dei cattivi più diabolici della Disney".
Gaston compare spesso tra le prime classifiche dei cattivi Disney organizzate da varie pubblicazioni dei media; tuttavia, di solito viene posizionato più vicino verso la metà di questi conti alla rovescia e raramente si colloca al primo posto. E! lo ha classificato come il sesto miglior cattivo Disney. Il Huffington Post lo ha posizionato alla numero otto, mentre About.com al nono posto in un elenco simile. Oh My Disney ha classificato la frase di Gaston "La ragazza più bella del paese, questo la rende la migliore! E non merito il meglio?" la nona citazione più sinistra pronunciata da un cattivo Disney.
Secondo Elizabeth Bell, autrice di From Mouse to Mermaid: The Politics of Film, Gender, and Culture, Gaston "funziona... in contrasto con la Bestia", la cui personalità alla fine aiuta a rendere la Bestia un eroe più attraente nonostante i difetti di quest'ultimo personaggio. Mentre la Bestia mantiene "un cuore d'oro" nonostante l'aspetto orribile, la Bestia rischia di diventare come Gaston all'interno se non cambia i suoi modi.
Gaston rappresenta "la differenza tra la bellezza esteriore e la bellezza dell'anima", uno dei temi centrali del film. Il fatto che la natura crudele di Gaston non sia rispecchiata dal suo bell'aspetto "enfatizza ulteriormente il messaggio del film sulla bellezza interiore". In riferimento visivo all'aspetto "mezzo uomo, metà animale" della Bestia, la testa di Gaston è temporaneamente attaccata al corpo di un maiale quando cade in una grande pozza di fango dopo che la sua proposta di matrimonio viene rifiutata da Belle. Alla fine, sebbene Gaston ferisca mortalmente la Bestia, non è ancora in grado di uccidere l'umano che continua a prosperare dentro di lui. Alla fine, Gaston diventa il mostro in cui la Bestia era originariamente raffigurata, e la sua incapacità di "trasformarsi in un uomo nuovo" alla fine si traduce nella sua stessa morte. Allo stesso tempo, la codardia di Gaston è dimostrata dalla sua decisione di pugnalare la Bestia alla schiena subito dopo che la creatura riformata gli ha offerto la possibilità di andarsene illeso.
Fin dall'inizio del film, il pubblico è portato ad aspettarsi che l'ossessione di Gaston per Belle alla fine lo porterà a combattere la Bestia, l'interesse amoroso e protettore di Belle. Nonostante le loro ovvie differenze, Gaston e la Bestia vantano diverse somiglianze, vale a dire il loro comune interesse per Belle: il combattimento culminante di Gaston con la Bestia è guidato dal fatto che entrambi i personaggi sono innamorati della stessa persona, anche se in modo diverso, con muscolatura esagerata e rispettivi obiettivi motivati dalle proprie insicurezze. Inoltre, entrambi i personaggi usano la lealtà di Belle verso suo padre per manipolarla. La scena in cui Gaston siede sulla sua grande sedia nella taverna del villaggio è un riferimento a lui e alle somiglianze della Bestia. Decorata con pelliccia e corna, la sedia di Gaston ricorda la Bestia se vista da dietro. Nel suo libro The Meanings of 'Beauty and the Beast': A Handbook, l'autore Jerry Griswold ha osservato che "dato il drammatico contrasto tra Gaston e la Bestia... il titolo del film potrebbe effettivamente riferirsi a loro solo". Nel suo libro Beyond Adaptation: Essays on Radical Transformations of Original Works, l'autrice Phyllis Frus ha osservato che la trasformazione sottile e del tutto non fisica del cattivo in una versione più demoniaca di se stesso costringe il personaggio a subire una "perdita di umanità", giustificando alla fine la sua morte definitiva. Entro la fine del film, Gaston ha essenzialmente scambiato di posto con la Bestia, quest'ultima originariamente raffigurata come l'antagonista della storia. Frus ha elaborato, "pochi spettatori prevedono che Gaston finirà il film ringhiando come un animale... prima di cadere verso la morte", concludendo che il personaggio "non ha bisogno di trasformarsi magicamente in una bestia alla fine perché, come maschio, è già 'bestiale'."
Ossessionato dalla propria virilità, condivide diverse opinioni associate al "maschio iper-maschile", vantando molte qualità e credenze tradizionalmente eroiche. Gaston è essenzialmente una caricatura dell'ipermascolinità; caccia con orgoglio, beve, litiga, sputa, fa il prepotente e mente oltre ad essere superficiale e ignorante, trasudando quelli che sono considerati alcuni dei peggiori tratti maschili.
Gaston è il cattivo più sciovinista della Disney fino ad oggi, sebbene questo tratto sia affrontato con umorismo, rendendolo a volte un personaggio comico all'inizio, a differenza dei precedenti cattivi della Disney. Indicato come personificazione della misoginia, Gaston è abituato ad acquisire tutto ciò che desidera, e crede di meritare di sposare Belle solo perché è considerata la ragazza più bella del suo paese, e quindi "la migliore". Determinato a vincere Belle come moglie trofeo, Gaston non la raggiunge mai; l'ego del personaggio quando la sua visione di una vita di provincia è minacciato dal rifiuto di Belle, accrescendo solo la sua determinazione a sposarla a qualunque costo, e portando per la prima volta in primo piano le sue insicurezze. Inoltre non riesce a capire la passione di Belle per la lettura. Gaston usa efficacemente il suo fascino, il suo bell'aspetto e un'immagine inventata della Bestia per radunare l'intero villaggio contro il suo avversario, dimostrando la sua capacità di convincere gli altri che è un nobiluomo nonostante non abbia mai mostrato preoccupazione per qualcuno diverso da se stesso; solo Belle rimane imperturbabile dalla facciata di Gaston e scopre la sua vera natura, evidenziando ulteriormente la forza e l'indipendenza dell'eroina. Contrario all'idea delle donne che leggono, Gaston crede che sarà in grado di "curare" Belle dalla sua sete di intelletto dopo averla sposata, anche se allo stesso tempo queste stesse passioni sembrano aumentare il suo interesse per lei. Il film fa in modo che le opinioni di Gaston sulle donne siano viste come poco più che rozze; Linda Woolverton voleva che Gaston insegnasse ai ragazzi "come non trattare le donne".
Rob Vaux di Mania.com ha osservato che Gaston è "piccolo di mente" rispetto ad altri cattivi Disney perché le sue idee tendono a somigliare a quelle dei bulli della scuola, in particolare uno il cui ego è stato gonfiato "dalle persone intorno a lui", al contrario di "grandi progetti"; il personaggio non ha alcun desiderio noto di conquistare il mondo, mancando di ambizioni oltre al semplice matrimonio con la donna da cui è attratto. Il personaggio è inoltre privo di poteri magici e influenza politica. Lauren Duca dell'Huffington Post ha convenuto che Gaston è "più aggressivamente intollerabile che terrificante".
In quanto leader forte, Gaston è in grado di convincere un ampio seguito a fare ciò che comanda e innescare conformismo e pregiudizio negli altri, sebbene rimanga incapace di attuare tali idee da solo. Richard Corliss di Time ha osservato che il "fanatismo" del personaggio, per voler sposare Belle perché è la ragazza più carina del paese... si corrode nella malevolenza quando consegna l'eccentrico padre di Belle in un manicomio e guida gli ignoranti abitanti del villaggio in "una specie di crociata con torce e forconi", che è stato paragonato alle scene del film horror Frankenstein (1931). Mentre Brett Seegmiller di Medium ha paragonato le capacità di leadership di Gaston a quelle del politico tedesco Adolf Hitler perché combina "un invito all'azione con il comando di seguirlo... dopo aver stuzzicato i loro appetiti per qualche azione". Giocando con i ruoli di genere, la mascolinità di Gaston è descritta come ridicola, mentre Belle viene attratta dalla "gentile vulnerabilità" della Bestia. La Bestia che regala a Belle una biblioteca sottolinea ulteriormente le differenze tra i due personaggi maschili perché Gaston disapprova la lettura, accusando l'attività di dare idee alle donne e permettendo loro di pensare da sole invece di avere solo figli. In definitiva, Gaston e la Bestia incarnano rispettivamente la mascolinità cattiva e buona.

## Altri media

### House of Mouse - Il Topoclub(2001-2003)
Gaston compare spesso nella serie Disney House of Mouse - Il Topoclub dove pronuncia sempre "Nessuno può - verbo a piacere - come Gaston", tale frase lo ha reso praticamente noto a tutti, diventando persino un meme di internet. Con questo suo atteggiamento, di conseguenza, Gaston è spesso solito infastidire gli altri avventori del locale, come Ariel e Timon e Pumbaa. Ciononostante, al pari degli altri personaggi (tranne Gambadilegno), non è cattivo e si comporta correttamente come tutti gli altri ospiti del locale. Da segnalare che nella canzone del Lupo Cattivo, appare geloso di come le Bimbettes siano incantate dalla sua musica nonostante nel film originale non prestasse a loro la benché minima attenzione.

### C'era una volta(2011-2018)
Gaston appare nella serie televisiva C'era una volta, interpretato da Sage Brocklebank nella prima stagione e Wes Brown nella quinta stagione. Come la maggior parte dei personaggi, differisce molto dal cartone originale, sia per l'aspetto fisico che per il ruolo (infatti è uno dei personaggi minori della serie), sebbene la personalità sia quasi la stessa.
In questa versione, Gaston appartiene a una nobile famiglia. Il Re Maurice, padre di Belle, pattuisce un accordo con i genitori di Gaston affinché sposi Belle. La ragazza non è molto d'accordo, considerando Gaston un belloccio borioso. Di lì a poco, il regno di Maurice entra in guerra con gli orchi e Belle propone di contattare Tremotino per aiutarli. L'Oscuro Signore si presenta al castello di Maurice, e chiede la ragazza come compenso per il suo aiuto e Gaston, con Maurice, si oppone con decisione per proteggere la promessa sposa, che accetta comunque le condizioni di Tremotino.
Alcuni mesi dopo, Gaston giunge al Castello Oscuro per salvare Belle, ma Tremotino lo trasforma in una rosa per poi donarla alla ragazza. Tremotino le chiede, poi, se provasse qualcosa per il suo fidanzato ma lei risponde che lo trovava solamente un po' scemo.
Ormai morto, Gaston si ritrova confinato nell'Oltretomba, governato da Ade. Dopo aver appreso che Belle e Tremotino sono giunti nel suo regno, il dio della morte lo arma di arco e frecce in grado di ferire l'antico nemico e gli offre la possibilità di vendicarsi. Belle riesce a tenere lontani i due (e si arrabbia col marito una volta appreso quel che ha fatto all'ex fidanzato), finché Ade dice che se Tremotino butta l'avversario nello Stige il contratto di proprietà del suo secondogenito sarebbe stato stracciato.
L'Oscuro Signore non prede l'occasione ed è sul punto di gettare Gaston nel Vortice delle Anime, ma Belle lo convince a non farlo. Ma Gaston, appena si ritrova a terra, attacca Tremotino e finisce nel fiume accidentalmente. Con la "seconda morte" di Gaston, l'Oltretomba perde un po' della speranza data da Emma e i suoi famigliari e, essendo stata Belle e non Tremotino a gettare Gaston nel Fiume, il contratto rimane valido.

### Tale as Old as Time
Nella serie Disney A Twisted Tale, le cose prendono una piega diversa quando è Gaston stesso a diventare una bestia ed è costretto ad allearsi con i buoni per tornare umano. 

### LEGO Disney Princess: The Castle Quest(2023)
Uno speciale d'animazione Lego, LEGO Disney Princess: The Castle Quest, è stato pubblicato su Disney+ il 18 agosto 2023. Lo speciale ha come protagoniste Biancaneve, Ariel, Tiana, Rapunzel e Vaiana, in un'avventura per fermare i piani malvagi di Gaston, antagonista principale della storia.

### Altre apparizioni
Gaston è apparso anche in vari fumetti prodotti dalla Marvel Comics nel 1994-1995, tre o quattro anni dopo l'uscita del film. In molti di essi cerca di impressionare Belle rimediando però solo figuracce. Da segnalare la sua apparizione nel quinto numero della collana Disney Comic Hits! nel quale, per la prima e unica volta, lo vediamo da bambino insieme a Belle. I due sembrano essere stati amici all'epoca e Gaston era già innamorato di lei.
In Once Upon a Studio, appare mentre si guarda vanitosamente allo specchio, prima di essere interrotto da Lo Stregatto. 
Era inoltre prevista una serie per il servizio streaming Disney+, intitolata Little Town, che avrebbe visto Gaston e LeFou protagonisti, come una sorta di prequel/spin-off del film live action, ma che fu poi annullata per ragioni sconosciute. 

### The Beast Within: A Tale of Beauty's Prince
Gaston è apparso in questo libro che è una rivisitazione dark del cartone originale dove gli viene data una rappresentazione più positiva e tragica. Si scopre che era un caro amico del principe che sarebbe diventato la Bestia. Spesso cacciava con lui e gironzolava per la taverna guadagnandosi le attenzioni delle giovani donne. Fu anche indirettamente responsabile della maledizione, poiché informò il principe che la donna a cui era promesso, Circe, in realtà era una semplice contadina, con il risultato che il principe la rifiutò freddamente, così che lei e le sue sorelle decisero di vendicarsi maledicendo il Prince e i suoi servi. Sebbene Gaston non sia stato trasformato in un oggetto, fu comunque colpito dalla maledizione che gli fece dimenticare la sua amicizia con il principe. In seguito finì per attaccare il castello, in gran parte a causa delle manipolazioni delle sorelle di Circe che volevano che l'incantesimo rimanesse intatto e alla fine fu manipolato nel combattere il suo ex amico, provocando la sua morte.